# Abu Sadat Mohammad Sayem
Abu Sadat Mohammad Sayem (1916 - 1997) va ser el sisè president de Bangladesh. Va governar entre el 6 de novembre de 1975 i el 21 d'abril de 1977.